# Doctor Samuel Jean Pozzi en casa

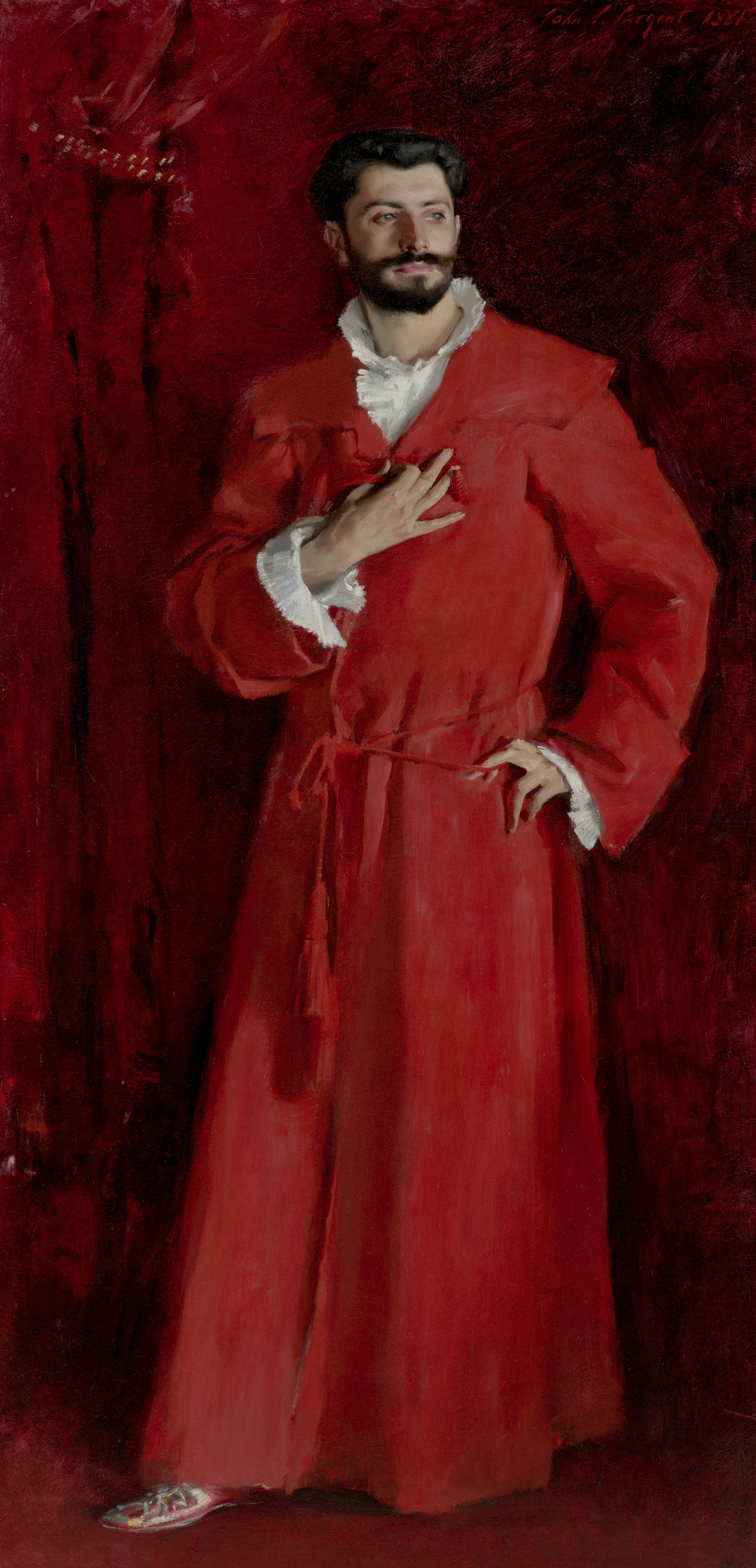
Doctor Samuel Jean Pozzi en casa.

Doctor Samuel Jean Pozzi en casa es un gran lienzo al óleo pintado en 1881 por el artista John Singer Sargent, con 201,6 cm x 102,2 cm, en exhibición en el Hammer Museum de Los Ángeles. Retrata a su amigo el doctor Samuel Jean Pozzi y fue su primer gran retrato masculino.
Samuel Jean Pozzi (1846-1918) era un reputado doctor, pionero en la ginecología en Francia, cuyas prácticas mejoraron la salud reproductiva y dignidad de la mujer. También era un esteta y coleccionista de arte, extremadamente apuesto y encantador, tenía fama de donjuán. La admiración que le profesaba Sargent es evidente en la obra.
El retrato a tamaño natural, ofrece una imagen atrevida y rompedora de un profesional médico, en lugar de los académicos retratos de doctores, vestidos formalmente con la seriedad que se le presuponía a la profesión, Sargent sitúa al apuesto médico en la intimidad de su hogar, vestido con una bata de casa de llamativo color rojo. Asoma una zapatilla bordada y una romántica camisa byroniana. Le muestra en una pose elegante pero también ligeramente informal, que recuerda los retratos de nobles y cardenales de la pintura veneciana de los siglos XVI y XVII, incluso el detalle de llevarse la mano al corazón en gesto de sinceridad, sin embargo, el dedo índice doblado probablemente aluda a que esta no era precisamente una cualidad de este seductor. Los dedos largos y elegantes de Pozzi sugieren su destreza quirúrgica, pero también insinúan la sensualidad de quien introdujo la exploración manual de los genitales femeninos. El color de la pasión se repite en las exuberantes cortinas de terciopelo granate detrás.
El cuadro fue propiedad de su hijo Jean Pozzi hasta su muerte en 1967, cuando fue adquirido por Armand Hammer para su colección privada, encontrándose en exhibición permanente en el actual Museo Hammer de Los Ángeles.